# White Light (álbum de The Corrs)
White Light é o sexto álbum de estúdio da banda irlandesa The Corrs, lançado em 27 de novembro de 2015. É o primeiro álbum lançado pela banda em uma década depois do álbum "Home", o seu primeiro trabalho autoral desde 2004 e marca o seu retorno à cena musical.

## Bastidores
A banda The Corrs retornaram aos estúdios em maio de 2015 após um hiato de 10 anos. Sharon contou à revista Vibe Magazine que foi Caroline quem iniciou os trabalhos dizendo: "Acho que ela tem pensado nisso há algum tempo", antes de afirmar que "Nós nunca dizemos nunca, nós somos uma família, nós não terminamos - isto seria muito sério e catastrófico. Ela ligou para todos nós e nós estávamos todos abertos a isso" Os trabalhos não vieram a público no começo, como Sharon explicou dizendo "Fizemos tudo de uma maneira muito orgânica, de forma muito discreta.Nós não contamos a ninguém e simplesmente fomos a um estúdio em Londres. Todos nós escrevemos as letras em casa, trouxemos elas e vimos se tínhamos alguma boa ideia juntos. A mágica aconteceu imediatamente."
Jim contou à Magic Radio que ele acreditava que o álbum seria "provavelmente o melhor que já haviam feito. Nós estamos muito orgulhosos disso e esperamos que os fãs o adorem tanto quanto nós".

## Lançamento e promoção
Em 19 de outubro de 2015, o single "Bring on the Night" foi lançado em todo o mundo pela primeira vez pela Rádio BBC 2. O single foi lançado para download digital em 30 de outubro de 2015. O canal oficial do The Corrs no YouTube lançou um vídeo da letra em 30 de outubro e o clipe em 11 de novembro do mesmo ano.
O álbum estreiou na sétima posição do UK Albums Chart, com 27.648 cópias vendidas. Em 1º de janeiro de 2016, o álbum recebeu a certificação de ouro pela BPI por terem ultrapassado 100 mil cópias vendidas.
Uma turnê mundial para a divulgação do álbum está ocorrendo pela Europa em 2016.

## Critical reception
White Light recebeu diferentes revisões da crítica. Neil Young, da AllMusic deu 4 de um total de 5 estrelas para o álbum, dizendo que "esta coletânea soa como se tivesse sido lançada logo após o último álbum, e não como um retorno depois de uma década". Adrian Thrills do Daily Mail deu ao álbum 3 de 5 estrelas dizendo que "apesar da temática mais adulta, White Light mostra o The Corrs reclamando um som vencedor que é, ainda, um dos mais distintos do pop".

## Track listing
Todas as faixas escritas e compostas por The Corrs, except "Kiss of Life" written by The Corrs, John Shanks, and Natasha Bedingfield; and "Unconditional" written by The Corrs, Shanks, and Ruth-Anne Cunningham. 
| N.º | Título                                      | Producer(s)           | Duração |  |
| 1.  | "I Do What I Like"                          | John Shanks           | 3:36    |  |
| 2.  | "Bring On the Night"                        | Shanks                | 4:16    |  |
| 3.  | "White Light"                               | Shanks                | 3:15    |  |
| 4.  | "Kiss of Life"                              | Shanks                | 3:58    |  |
| 5.  | "Unconditional"                             | Shanks                | 3:54    |  |
| 6.  | "Strange Romance"                           | Shanks                | 3:40    |  |
| 7.  | "Ellis Island"                              | The Corrs Chris Young | 5:03    |  |
| 8.  | "Gerry's Reel" (instrumental)               | The Corrs Young       | 3:20    |  |
| 9.  | "Stay"                                      | Shanks                | 3:08    |  |
| 10. | "Catch Me When I Fall"                      | Shanks                | 5:28    |  |
| 11. | "Harmony"                                   | The Corrs Young       | 4:34    |  |
| 12. | "With Me Stay" (Acoustic version of "Stay") | The Corrs Young       | 3:42    |  |

## Charts
| Chart (2015–16)                       | Peak position |
| ------------------------------------- | ------------- |
| Austrália (ARIA)                      | 18            |
| Áustria (Ö3 Austria Top 40)           | 13            |
| Bélgica (Ultratop Flandres)           | 32            |
| Bélgica (Ultratop Valônia)            | 28            |
| Países Baixos (Dutch Charts)          | 17            |
| França (SNEP)                         | 28            |
| Alemanha (Offizielle Deutsche Charts) | 11            |
| Hungria (MAHASZ)                      | 10            |
| Irlanda (IRMA)                        | 10            |
| Itália (FIMI)                         | 74            |
| Japanese Albums (Oricon)              | 103           |
| Espanha (PROMUSICAE)                  | 25            |
| Suíça (Schweizer Hitparade)           | 7             |
| Reino Unido (Official Albums Chart)   | 11            |

| Chart (2015)    | Position |
| --------------- | -------- |
| UK Albums (OCC) | 63       |

## Certifications
| Região                                                                                                  | Certificação | Vendas                                               |
| --- | ------------ | ---------------------------------------------------- |
| United Kingdom                                                                                          | Ouro         | Erro de expressão: Palavra "estados" não reconhecida |
| *números de vendas baseados somente na certificação ^números de vendas baseados somente na certificação |              |                                                      |